# Puente la Reina
Puente la Reina in castigliano e Gares in basco, è un comune spagnolo di 2 777 abitanti situato nella comunità autonoma della Navarra.

## Monumenti e luoghi d'interesse

### Architetture religiose
- Chiesa di Santiago
- Chiesa del Crocifisso
- Chiesa di San Pietro

### Architetture civili
- Ponte romanico sul fiume Arga, da cui prende il nome il paese, lungo il quale passa il Cammino di Santiago. Fu costruito a questo scopo nell'XI secolo, probabilmente su ordine di Munia, moglie del re Sancho III, o di Stefania di Foix, moglie del re García III. Ha una lunghezza di 110 metri, lungo la quale scorre una strada larga 4, ed è sostenuto da 7 archi semicircolari, di cui uno interrato, e 5 piloni. Vi erano conservate immagini di santi per la devozione dei pellegrini. Vi sono anche testimonianze dell'esistenza di un Crocifisso e di una Croce di pietra, nonché di un luogo per l'elemosina che pellegrini e visitatori elargivano ai prigionieri del carcere. Al centro si trovava, fino al 1834, una nicchia con l'immagine della Madonna del Puy, dove si trova la leggenda dello txori (in basco "uccellino").

## Cammino di Santiago
Puente la Reina è il luogo in cui si congiungono due cammini per Santiago di Compostela: il Camino Navarro, che arriva dal passo di Roncisvalle, e il Camino Aragonés, che è la strada che attraverso il passo del Somport, dà origine al Camino Francés.

Al punto di congiunzione tra questi due percorsi che portano a Santiago di Compostela, si trova un Monumento al pellegrino, sito all'ingresso del paese, che reca l'iscrizione: Y desde aquí todos los Caminos a Santiago se hacen uno solo ("Da questo punto tutti i cammini per Santiago diventano uno solo").

## Società

### Evoluzione demografica
-